# МХМ-93 (футбольний клуб)
«МХМ-93» (рум. MHM-93) — нині неіснуючий молдавський футбольний клуб з Кишиніву.
Датою заснування вважається 1993 рік, коли клуб був реорганізований з раніше існуючої команди «Молдавгідромаш» (чемпіон Молдавської РСР серед КФК 1990 року). Домашні матчі команда проводила на стадіоні «Динамо», який вміщував 2692 глядачів. У сезоні-1993/94 «МХМ-93» посів перше місце в молдавському Дивізіоні «A». Наступні 3 сезони «МХМ-93» провів у Національному дивізіоні, вище дебютного 6-го місця клубу зайняти не вдавалося. У 1997 році команду було розформовано.

## Досягнення
Дивізіон «A»
- Переможець (1): 1993/94

## Тренери
- Микола Єсін